# Los Teen Tops
Los Teen Tops são um grupo musical mexicano que obteve importantes sucessos no início dos anos 60 em diferentes países da América Latina, Espanha e Estados Unidos, mas principalmente no México onde é considerada uma banda de rock clássica e pioneira do movimento musical Rock and Roll em espanhol.